# Пырлица (Фалештский район)
Пырлица (рум. Pîrliţa) — село в Фалештском районе Молдавии. Относится к сёлам, не образующим коммуну.

## История
На 1859 год во владельческой деревне Перлица при речке Реуцел (правый приток Реута) было 96 дворов и одна православная церковь. Население составляло 734 человека, в том числе 368 мужчин и 366 женщин.

## География
Село расположено на высоте 138 метров над уровнем моря.

## Население
По данным переписи населения 2004 года, в селе Пырлица проживает 3392 человека (1656 мужчин, 1736 женщин).
Этнический состав села:
| Национальность | Число жителей | Процентный состав |
| -------------- | ------------- | ----------------- |
| молдаване      | 3268          | 96.34             |
| украинцы       | 65            | 1.92              |
| русские        | 26            | 0.77              |
| румыны         | 25            | 0.74              |
| гагаузы        | 1             | 0.03              |
| прочие         | 7             | 0.21              |
| Всего          | 3392          | 100%              |